# Neoalsomitra clavigera
Neoalsomitra clavigera är en gurkväxtart som först beskrevs av Nathaniel Wallich, och fick sitt nu gällande namn av John Hutchinson. Neoalsomitra clavigera ingår i släktet Neoalsomitra och familjen gurkväxter. Inga underarter finns listade i Catalogue of Life.